# Psalm 39
Psalm 39 – jeden z utworów zgromadzonych w biblijnej Księdze Psalmów. Psalm jest zaliczany do dzieł dawidowych. W numeracji Septuaginty nosi numer 38.

## Teologia Psalmu
Psalm ten łączy się tematycznie i merytorycznie z Psalmem 38. Jest refleksją na temat życia psalmisty. Zawiera porównanie ze szczęśliwym życiem ludzi grzesznych. Pojawiają się tu kwestie podobne do pytań formułowanych w Księdze Hioba. Poruszana jest tematyka śmierci i przemijania. Autor podaje, że z człowieka życie uchodzi na skutek jego grzechów. Jedyną nadzieją na ratunek pozostaje Bóg, który może udzielić łaski i miłosierdzia w ostatnich chwilach życia. Początkowe wersety są oznajmieniem podmiotu lirycznego o tym, że nie chce on grzeszyć, wypowiadać nierozważnych skarg ani dawać pretekstów do drwin i bluźnierstw.
Wersety 10–12 wyrażają przekonanie, że Bóg jest absolutem odpowiedzialnym za stan wszechrzeczy, także ludzkich nieszczęść. Inny pogląd wyraża Jezus Chrystus w Nowym Testamencie, choćby w J 9,2–3.
W ostatnich wersetach psalmu podmiot liryczny błaga, by Bóg go wysłuchał. Podobnie jest we wcześniejszym psalmie. Zachodzi tu podobieństwo do wątków Księgi Hioba.

## Symbolika
- Mimo swojego pokutnego zabarwienia utwór nie został włączony w poczet psalmów pokutnych[4].
- W psalmie dwukrotnie pojawia się niejasne słowo sela, którego znaczenie nie jest dokładnie znane[5].